# Lavinia Agache
Lavinia Agache-Carney (Căiuți, 11 febbraio 1968) è un'ex ginnasta romena.

## Biografia
Si è diplomata al Liceul Sportiv Deva, dove ha iniziato la sua attività sportiva. Dopo le Olimpiadi del 1984 svolti all'Edwin W. Pauley Pavilion di Los Angeles, si è scoperto che le autorità rumene avevano dichiarato 1966 come anno di nascita suo (quando era effettivamente nata nel 1968), per consentirle di gareggiare nella competizione. Andata in pensione nel 1991, dopo aver gareggiando nei primi Campionati mondiali professionisti, si è successivamente trasferita negli Stati Uniti. In seguito ha sposato Tom Carney e ha lavorato come allenatrice.

## Carriera
Lavinia Agache si è fatta notare ai Campionati europei junior del 1980, quando si è piazzata al 3º posto nella classifica generale. Nel 1981 ha vinto l'International Japan Junior Invitational e nel 1982 si è classificata terza nella classifica generale alla Coppa del Mondo, vincendo la medaglia d'argento negli esercizi a corpo libero.
Il suo miglior risultato l'ha ottenuto ai Mondiali del 1983, dove ha vinto l'argento nel concorso a squadre, volteggio e parallele asimmetriche, bronzo alla trave e si è classificata sesta nella classifica generale. Ha gareggiato ai GIochi olimpici di Los Angeles 1984, vincendo l'oro con la squadra rumena (insieme alle compagne Ecaterina Szabo, Laura Cutina, Simona Păuca, Cristina Elena Grigoraș e Mihaela Stănuleț), il bronzo alla trave e piazzandosi settima nella classifica generale. Agache si è ritirata alle Universiadi del 1984, dopo aver subito un infortunio al ginocchio.

## Palmarès
Olimpiadi
- 2 medaglie:
  - 1 oro (concorso a squadre a Los Angeles 1984)
  - 1 bronzo (volteggio a Los Angeles 1984).

Mondiali
- 4 medaglie:
  - 3 argenti (concorso a squadre a Budapest 1983, volteggio a Budapest 1983, parallele asimmetriche a Budapest 1983)
  - 1 bronzo (trave di equilibrio a Budapest 1983)

Europei
- 4 medaglie:
  - 1 oro (trave di equilibrio a Göteborg 1983)
  - 2 argenti (completi a Göteborg 1983, parallele asimmetriche a Göteborg 1983)
  - 1 bronzo (volteggio a Göteborg 1983)